# MOS Technology 65CE02
MOS Technology 65CE02 – rdzeń procesora zaprojektowany przez firmę MOS Technology. Stanowi pochodną MOS 6502 i WDC 65C02.
Użyty był w mikrokontrolerze MOS 4510 (składającego się z CPU i układów wejścia/wyjścia) oraz komputerze Commodore 65. Korzystała z niego również karta rozszerzeń Commodore A2232 przeznaczona dla komputerów Amiga.